# Prieuré de Saint-Sauveur-en-Rue
Le prieuré de Saint-Sauveur-en-Rue est un édifice religieux situé dans le village du même nom, au sud de la Loire, aux confins du Velay, du Vivarais et du Dauphiné. Il a été créé en 1061 grâce au don de Artaud d'Argental de l'église de Saint-Sauveur aux moines de la Chaise-Dieu afin d'y fonder un prieuré,. Entre 1061 et 1607, le prieuré sera dépendant de l'abbaye de la Chaise-Dieu avant d'être dépendant des jésuites de Tournon. Le prieuré, qui est bénédictin, est l'un des premiers de l'abbaye de la Chaise-Dieu.    
De nos jours, peu de vestiges subsistent de l'ancien prieuré, mis à part une ancienne porte des fortifications et quelques ornements de façade dans la rue de la Vialle, ainsi que deux anciennes tours (dont une située à la maison de retraite).  

## Situation
Le prieuré de Saint-Sauveur est le siège du pouvoir temporel globalement de tout le sud-ouest de la région que l'on appelle aujourd'hui Le Pilat mais aussi de la haute vallée de la Cance et de la haute vallée de la Semène.
Concrètement, les églises qui remettent leur dîme à celle de Saint-Sauveur sont Bourg-Argental, Argental, Burdignes, Rutianges (La Versanne), Graix, Thélis, Saint-Julien-Molin-Molette, Saint-Julien-en-Goye (Savas), Saint-Appolinard, Colombier, Saint-Genest-Malifaux, Marlhes, Riotord, Vanosc et Vocance,,.
Le prieuré était un lieu très fréquenté grâce au col du Tracol qui offrait la possibilité de relier les ports du Rhône au port de Saint-Rambert, là où la Loire commençait à être navigable (étant donné que le col de la République n'est aménagé que depuis le XIXe siècle).
Cette circulation abondante de marchands a permis d'enrichir considérablement le prieuré de Saint-Sauveur, qui était l'un des villages les plus riches du Forez selon l'Encyclopédie du Forez. 
Du point de vue politique, à sa création, le prieuré était en terre d'Empire. Il fut pendant longtemps rattaché au Viennois, région importante du royaume de Bourgogne et de Provence. La région du prieuré, aujourd'hui appelée Pilat, était à l'époque appelée Forez-Viennois, même s'il faut attendre le début des temps modernes pour que le prieuré ait des liens importants avec le Forez (l'accès à Saint-Etienne-de-Furan était difficile par les hauts plateaux, il était plus facile de rejoindre Le Puy, Annonay ou Vienne). Pendant le XIe et le XIIe siècle, le Tracol servait de frontière avec la Francie Occidentale. Historiquement, Saint-Sauveur est placé dans le Velay : dans l'ordonnance de 1689 de Charles VIII pour la création des deux foires est mentionné « Saint-Sauveur-en-Velay »,,.  
La particularité du prieuré est qu'il est à cheval sur trois archidiocèses différents (Lyon, Vienne et Le Puy), trois provinces différentes (Velay, Vivarais et Forez) et trois bailliages différents (à partir du XVIIe siècle : Bourg-Argental, Annonay et Le Puy). 
Le prieuré est entré dans le Royaume de France vers 1180 et dans le domaine royal en 1532, sous François Ier.

## Historique

### Avant la création
Saint-Sauveur possédait déjà un monastère sous l'époque carolingienne. À partir de 725, la paroisse sera la proie des envahisseurs à cause de son lieu de passage particulièrement simple. Il y aura d'abord le passage des Sarrasins d'Espagne, mais aussi des Normands plus tard. La paroisse est pillée à plusieurs reprises et est le lieu de plusieurs massacres, notamment de moines lors de l'arrivée des musulmans.

### La dépendance de la Chaise-Dieu
Le prieuré de Saint-Sauveur a été fondé en 1061, quand le seigneur Artaud d’Argental, sur les conseils de sa femme Fie et sur le consentement des chevaliers d'Argental, lègue « les revenus et réserves des églises d'Argental, Bourg, Burdignes, Vanosc, Riotord et de Saint-Genest au fin d'établir à Saint-Sauveur un prieuré » aux moines de La Chaise-Dieu. Un prieuré casadéen est alors créé,,.
En 1066, le domaine de Rû est acheté par le prieur Guy. L'église est reconstruite au XIe siècle et elle est consacrée par Guy de Bourgogne vers 1100.
La maison forte de Rû appartenait au XIe siècle à la famille des seigneurs d'Argental et de Malleval. Sous la Révolution, ce sont les Ursulines de Boulieu-en-Vivarais qui possédaient la maison forte,.
Vers la fin du XIIe siècle, Aymon Pagan d'Argental, puis son fils Guigues ont attaqué la ville de Saint-Sauveur. Aymon a dû arrêter ses attaques en 1174 sous peine de « malédictions ». Quant à Guigues, il a repris les attaques et a volé six cent quarante sous viennois mais il a été condamné à donner une terre au prieur.
En 1242, le prieur Artaud Pagan obtient le droit d'exercer à perpétuité la haute et la basse justice dans les cas d'homicides. La sentence sera exercée par le seigneur d'Argental et hors des murs de Saint-Sauveur. C'est dans la même année que l'on voit apparaître pour la première fois le nom de Saint-Sauveur « en-Rue » dans un acte, sans doute pour se distinguer de la paroisse de Saint-Sauveur-en-Vocance (Vocance), église du prieuré. 
Quelques autres conflits ont eu lieu, notamment avec les Templiers de Marlhes qui contestaient la dîme en 1272.
Pendant toute la période de son existence, le prieuré possédait de riches propriétés comme la forêt de Taillard et la forêt de Vocance, qui étaient la principale source économique du prieuré. Saint-Sauveur possédait aussi des biens à l’extérieur de son territoire, comme la grange de Saint-Sauveur-de-Lachalm à partir de 1141 (situation exacte inconnue, probablement aux alentours de Serrières).
Saint-Sauveur possédait des fortifications construites en 1390 dont il reste quelques vestiges près de la maison de retraite, une tour de guet et une porte au-dessus du gymnase. Les officiers du roi sont entrés en conflit avec le prieur car ils jugeaient que les fortifications de Saint-Sauveur étaient trop nuisibles à celles de Bourg-Argental. Le prieur Bernard Vigier fait reconstruire en grande partie le prieuré et fait aussi construire des fortifications autour de l'église dans le cadre de la guerre de Cent Ans. En 1433, le prieur a menacé « de faire tirer un coup de bombarde sur les officiers du roi » car, selon eux, les fortifications de Saint-Sauveur étaient trop nuisibles à celles de Bourg-Argental. Elles ont été détruites probablement au début du XVIIIe siècle sous Louis XIV, période où la majorité des fortifications médiévales des villes étaient détruites à cause des coûts d'entretien exorbitants et de leurs inefficacités,,.
En 1469, le prieuré est victime d'un incendie. Le prieur Renaud de Blôt décide alors d'aller en 1489 à Lyon à la suite du drame pour demander au roi Charles VIII, qui était de passage, de mettre en place deux foires « pour le profit et l'utilité de la chose publique ». Le roi accorde la mise en place de deux foires annuelles, une en mai et une autre le lendemain de la Saint-Luc. C'est dans cette période que l'église se dote de nouvelles décorations,. 
Les bâtiments se situant au sud de l'église, au bord de la D 503 entre le parking du gymnase et de la place des Platanes, datent du XVIe siècle et ils ont été transformés par la suite.
En 1569, les premières tractations commencent entre les Jésuites et le prieur Louis de Tournon pour unifier le prieuré et le Collège de Tournon. 
Cette fin du XVIe siècle est marqué par les troubles religieux. Le prieuré est coincé par les bastions protestants de Tence et d'Annonay. Des batailles violentes ont lieu au Bessat et à Annonay entre catholiques et protestants. Cette période va bouleverser le prieuré et cela va accélérer le processus d'annexion avec les jésuites pour recatholiciser le Velay, le Vivarais et le Forez-Viennois. 
Le 19 avril 1607, par bulle papale de Paul V, le prieuré est donné aux jésuites de Tournon,. Avant cette date, le monastère entretenait six moines. Mais les jésuites vont faire partir les moines présents. La bulle pontificale prévoit une redevance annuelle des jésuites au prieuré de Saint-Sauveur. Les prêtres vont reprendre le rôle des cloîtrés et un sacristain est nommé pour la gestion du mobilier.

### La dépendance des jésuites de Tournon
En 1637, Saint-François-Régis, missionnaire dans le but de recatholiciser le Velay, prêche une messe dans l'église de Saint-Sauveur. Il sera particulièrement choqué de son accueil sur le hameau du Coin, qui était alors dans la paroisse de Saint-Sauveur. Pour se faire pardonner, lors de la création d'une nouvelle commune en 1858, les habitants vont choisir Saint-Régis-du-Coin en son hommage. Une statue se trouve dans l'église Saint-Blaise de Saint-Sauveur actuelle. 
En 1659, les pères jésuites transfèrent la propriété de la Forêt de Taillard du prieur de Saint-Sauveur aux habitants de la seigneurie de Saint-Sauveur. Un droit d'affouage est alors attribué aux habitants pour l'exploitation de la forêt. Ce droit d'affouage arrête de se verser aux habitants en 2013 à la suite d'une loi,,. 
En 1677 a lieu la fondation du couvent des filles du Sacré-Cœur. 
En 1760 a lieu la fondation de la confrérie du Sacré-Cœur. En 1790, la confrérie du Rosaire est érigée. 

### La Révolution française dans le prieuré
À Saint-Sauveur, le début de la Révolution va être marqué par un calme relatif. Si le Dauphiné voisin s'agite pendant l'été 1789, que des assemblées générales sont réalisées à Bourg-Argental en même temps, à Saint-Sauveur, on s'occupe surtout de rénover des bâtiments comme la chapelle de Blôt qui touche l'église et de refaire les toits des bâtiments, notamment celui de la grange du cloître. Les récoltes ne sont pas mauvaises à la fin de 1789 à Saint-Sauveur, contrairement au reste du royaume. 
Mais plusieurs événements vont avoir lieu à Saint-Sauveur durant la Révolution. 
En 1794, le curé Robert est arrêté car il n'avait pas prêté serment à la Révolution et a confessé beaucoup de prévenus clandestinement. Il sera d'abord conduit à Bourg-Argental, puis à Saint-Etienne, dans la préfecture à Montbrison puis il sera exécuté à la guillotine sur la place des Terreaux à Lyon le 16 mars 1794. 
(A compléter)

### Le prieuré auXIXesiècle
Cette période est marquée par l'industrialisation de la région et la mise en place du chemin de fer à Saint-Sauveur. En 1820, l'école des maristes est créée sous l'impulsion de Marcellin Champagnat, originaire de Saint-Sauveur par sa mère,. 
En 1844, l’hospice de Saint-Sauveur est créé par les sœurs du Sacré-Cœur. 
En 1900, il est décidé par le maire Jean Roux, en collaboration avec les moines de la Chaise-Dieu, de rénover l'église qui sera finalement reconstruite. 

## Liste des prieurs[1],[2]
Les prieurs de Saint-Sauveur perçoivent la dîme sur l'ensemble du prieuré. Ils suivent la règle de Saint-Benoît, on les appelle donc les bénédictins. Certains prieurs sont commanditaires, c'est-à-dire qu'ils ont la charge du prieuré, sans pourtant y être présents. Le prieur était aussi seigneur de Saint-Sauveur sur quatre des cinq districts de la paroisse (le district du Grand-Montet était sous la seigneurie de Montchal) : les prieurs percevaient donc les droits seigneuriaux. Le prieur a aussi le droit de justice mais avec la montée du pouvoir de la monarchie, la justice va s'exercer surtout au niveau du bailliage à Bourg-Argental ou au Parlement de Paris. 

### Les prieurs sous la dépendance casadéenne (1061-1607)
| Robert de Turlande          | 1061 - 1067                   | Il est plus connu sous le nom de saint Robert, le fondateur de l'abbaye de la Chaise-Dieu. |
| Guy                         | 1067- vers 1090               | Ce prieur n'a rien à voir avec son homonyme Guy de Bourgogne issu de l'illustre famille des comtes palatins de Bourgogne, clunisien, administrateur de l'archidiocèse de Besançon pour son frère Hugues III archevêque 1085, lui-même archevêque de Vienne 1088, puis pape en 1119 sous le nom de Calixte II, promoteur du Chemin de Compostelle qui, en aucun cas, n'a été prieur de Saint-Sauveur dont il a seulement consacré l'église et augmenté la donation initiale en tant qu'archevêque de Vienne à la fin du 11e siècle |
| Gaston                      | vers 1090 - vers 1095         | |
| Hugues                      | vers 1095                     | Il fait construire l'église de Saint-Sauveur consacrée a la fin du 11e siècle par l'archevêque de Vienne Guy de Bourgogne, qui ajoute à la donation de 1061 les églises de Saint-Julien-Molin-Molette, Saint-Appolinard et de Saint-Julien-en-Goye (Savas). |
| Guy II ou Guigues           | vers 1140                     | |
| Arnaud                      | vers 1173                     | |
| Albert                      | vers 1174                     | Il reçoit des nouvelles concessions du seigneur d'Argental. |
| Humbert                     | vers 1190                     | Il obtient réparation des violences faites par le seigneur d'Argental, Guigues Pagan, sur le monastère. |
| Artaud Pagan d'Argental     | septembre 1226 - février 1251 | Il est issu de la famille noble des Pagan d'Argental. Il est aussi abbé à Saint-Martin-de-Cruas. |
| Artaud de Mastre            | 1251 - 1285                   | |
| Etienne du Chateau          | 1285 - 1294                   | |
| Pictavin de la Garde        | 1294 - 1308                   | |
| Guillaume de la Garde       | vers 1314                     | |
| Guy de Vassel               | 1317 - décembre 1358          | |
| Gilles Aycelin de Montaigu  | 1358 - 1378                   | C'est un cardinal, évêque de Thérouanne. Il est un proche du roi Jean II et participe à la bataille de Poitiers lors de la guerre de Cent-Ans. Il va réformer l'académie de Paris. |
| Guillaume Vilate            | 1379-1380                     | Il est investi prieur de Saint-Sauveur le 21 août 1379. Il cède le prieuré à Anglic de Grimoard car il est nommé abbé de Saint-André-d'Avignon. Il va continuer à administrer le prieuré "quelque temps" lorsque Anglic de Grimoard sera prieur. |
| Anglic de Grimoard          | 1380 - 1388                   | C'est le frère du pape Urbain V. Il est chanoine de Saint-Ruf de Valence. Il devient cardinal. |
| Bernard Vigier              | 1390 - vers 1410              | Il ordonne la construction en 1390 des fortifications et des fossés autour de Saint-Sauveur à la suite du début de la guerre de Cent Ans. Il fait construire un quartier au midi de l'église. |
| Barthélemy de Farges        | vers 1413                     | |
| Denis Giraud                | vers 1420                     | Il a été procureur du collège de Tournon. |
| Venerand de la Farge        | vers 1420 - 1434              | |
| Antoine d'Urfé              | vers 1450                     | |
| Renaud de Blot de Chauvigny | 1459 - 1465                   | Après 1465, il devient abbé à la Chaise-Dieu et y meurt en 1491. On y trouvait ses armoiries dans l'ancienne église de Saint-Sauveur. Il rencontre Charles VIII à Lyon au sujet de Saint-Sauveur. |
| Jean                        | vers 1482                     | |
| Louis Jouvenel              | vers 1490                     | |
| Nectaire de Saint-Nectaire  | vers 1510                     | Issue de la famille seigneuriale de Saint-Nectaire. On y trouvait les armoiries de la famille dans l'ancienne église. |
| François de Saint-Nectaire  | vers 1537                     | Il participe activement aux conflits de religions. Il est marié à Jehanne de Laval, maîtresse de Henri III. Son fils Henri devient ministre d'Etat et ambassadeur. |
| Nicolas                     | vers 1545 - 1549              | Cardinal de Gadois |
| Thadée                      | 1549 - 1562                   | Cardinal de Gadois |
| Flory Bonardel              | 1562 - 1569                   | |
| Louis de Tournon            | 1569 - 1570                   | |
| Mathieu Panoye              | 1570 - 1578                   | |
| Jean de Montchal            | 1578 - vers 1590              | |
| Antoine Portal              | vers 1590 - 1607              | C'est le dernier prieur de Saint-Sauveur avant le rattachement avec les Jésuites de Tournon le 19 avril 1607. |

Le titre de prieur n'est que symbolique après 1607, puisque c'est le Collège de Tournon qui recevra le bénéfice de l'administration du prieuré.

### Les prieurs sous les jésuites (1607-1789)
- Le prieuré va être administré par d'anciens curés rattachés aux jésuites entre 1607 et 1625
- Messire Cumir (1625-1651)
- Messire de Lestang (1651-1689)
- Messire Beraud (1689-1729)
- Messire Perier (1729-1731)
- Messire Ramel (1731-1754)
- Messire Cortiel Jean (1754-1777)
- Messire Robert Antoine (1777-1794)

### Les prieurs sous le Concordat (1803-1905)
(A compléter)

### Les prieurs après la loi de séparation de l'Église et de l'État (1905-1992)
(A compléter)

## Les bâtiments et monuments du prieuré

### L'église Saint-Blaise
L'église Saint-Blaise est le symbole du prieuré bénédictin. L'église actuelle date de 1900, elle a été construite en remplaçant l'ancienne église datant de 1115 car elle était devenu trop vétuste. 

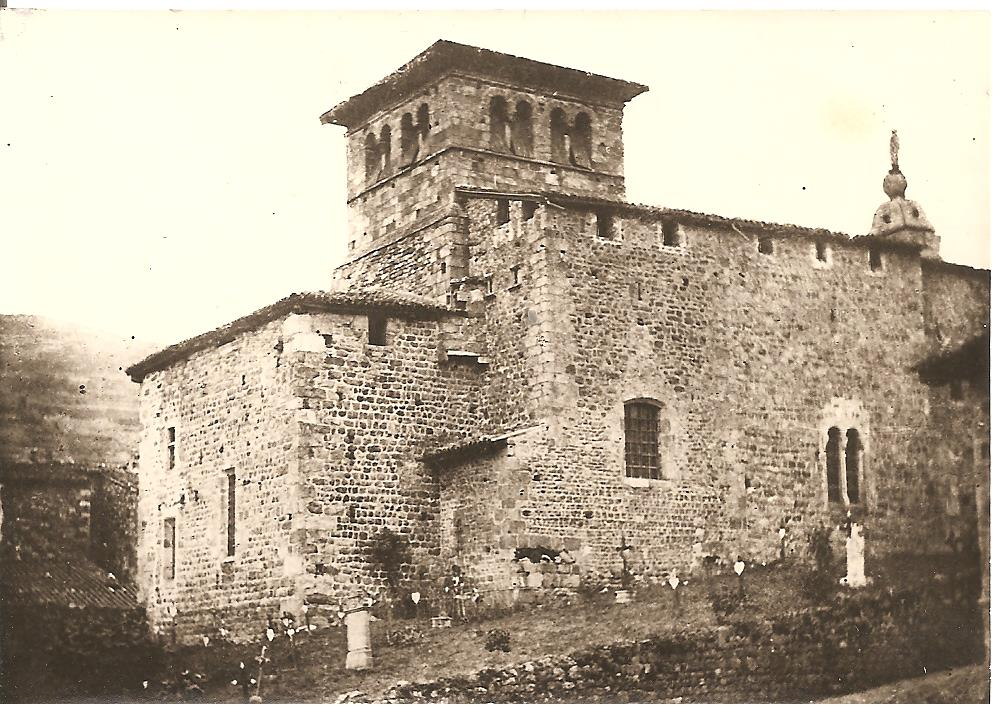
L'ancienne église détruite en 1900, symbole du prieuré de Saint-Sauveur.
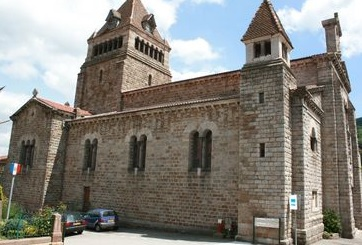
L'église actuelle.

### La maison forte de Rû
Le « château » de Rû se trouve à un kilomètre au nord du village de Saint-Sauveur-en-Rue. C'est une maison forte surmontée de deux tourelles rondes et de deux tourelles carrées. Le bâtiment actuel date environ du XVIe siècle[réf. nécessaire]. Dans les archives, on parle de « mas de Rû ». La première fois que l'on fait mention de Rû est en 1066, quand Guy de Bourgogne, futur pape Calixte II issu de la famille royale de Bourgogne, achète le domaine.
Pendant toute la période médiévale et moderne, la maison forte sera soit le lieu de résidence de certains prieurs soit une résidence privée. 
Les ursulines de Boulieu vont racheter le domaine en 1698 et le posséderont jusqu'à la Révolution. La maison forte de Rû est actuellement privée. 

### Le château de Bobigneux
Le château de Bobigneux est construit au XVIe siècle par Antoine de Sauzeat, issu d'une famille riche vivaroise. Il est situé à trois kilomètres du village, au bord de la Déôme, en partant sur Bourg-Argental. Ce château remplace un manoir du XIe siècle qui était en très mauvais état,. Le château est de nouveau style, avec des grandes fenêtres et des décorations uniques. Les Sauzeat vendent le château dans les années 1640 à la famille De la Rochette .
Aujourd'hui, le château est une auberge. 

### Les 35 croix
(A compléter)

### Autres bâtiments et objets
Au Moyen Age, le prieuré possédait une école monastique. Un collège (école presbytérale) se trouvait aussi dans le prieuré, entre l'ancien cimetière du Dérot et la chapelle des Pénitents. C'était l'une des seules écoles de ce genre dans le nord du Velay et le sud du Forez. 
La canne de Saint-François-Régis, qui est aujourd'hui considérée comme une relique, est conservé dans une ferme au lieu-dit le Cognet. Saint-François-Régis a oublié sa canne lorsque les habitants de la ferme l'ont accueilli : la maîtresse de maison l'a rattrapé en voulant lui la rendre mais Saint-François-Régis a tenu à ce que les habitants la gardent pour les remercier de leur hospitalité,. Des voyageurs en ont coupé des petits morceaux en souvenir, si bien qu'aujourd'hui elle est sensiblement raccourcie. 
L'Hôtel-Dieu de Saint-Sauveur a été créé en 1418. Il se trouvait au croisement de l'actuelle rue du Pémonial et du Dauphiné. Une chapelle « des pénitents » et un cimetière sont construits en 1683 à côté de lui (le cimetière est coincé entre la rivière le Dérot et la rue du Dauphiné). Les sœurs de Saint-Joseph sont adjointes à l'hôpital en 1679. 
Une chapelle privée se trouvait dans la rue de la Vialle. La chapelle du Sacré-Cœur-de-Montaigu se trouvait dans la rue Jean-Roux, mais elle a été détruite en 2014 à cause de son insalubrité. 

## Sources
1. 1 2 3 4 5 6 7 8 9 10  (fr + la) Cartulaire du prieuré de Saint-Sauveur-en-Rue, 1881 (lire en ligne)
2. 1 2 3 4 5 6 7 8 9 10 11 12 13 14 15 16 17 18 19 20 21 22 23 24 25  Articles de l'histoire de Saint-Sauveur, source privée
3. 1 2 3 4 5 6 7 8 9 10 11 12  Grande Encyclopédie du Forez (4323-5), Archives départementales de la Loire
4. ↑  Revue du Lyonnais, Lyon, 1876
5. 1 2  Paul Richard, Lyon Sacré, Lyon, 1914
6. 1 2  « Chronique du dimanche, l'église de Saint-Sauveur », Le Mémorial,‎ 4 décembre 1898
7. 1 2 3  Emile Salomon, Chateaux historiques du Forez, 1916, p. 26